# Ursachen der Industriellen Revolution
Über die Ursachen der Industriellen Revolution ist sich die Wissenschaft nicht einig. Die Frage wird meist als aus zwei Teilfragen bestehend behandelt. Die erste Frage lautet, warum die industrielle Revolution in Großbritannien begann anstatt in einem anderen Land. Die zweite Frage lautet, warum die Industrielle Revolution nicht früher oder später stattfand.

## Warum Großbritannien?
In Bezug auf diese Frage sind sich Historiker zunehmend einig, dass mehrere Faktoren zwar ursächlich, aber nicht zwingend notwendig waren. Die Faktoren lassen sich nach Joel Mokyr (1999) in sieben Kategorien einteilen: Geographie, Technologische Kreativität, Soziale Institutionen, Politik, Nachfrage vs. Angebot, Internationaler Handel und Wissenschaftskultur.

### Geographie
Geographische Vorteile Großbritanniens gegenüber anderen Ländern werden von einigen Historikern als Ursache aufgefasst. So wurden einerseits Ressourcenreichtum (Kohlevorkommen) und Ressourcenarmut (Abholzung knapper Waldflächen und Holznot führte zur Nutzung neuer Energiequellen wie Kohle) Großbritanniens als Ursachen bezeichnet. Wahrscheinlicher jedoch führten Ressourcenverteilungen lediglich zu einer Verzerrung nationaler Technologiepfade (Großbritannien spezialisierte sich als kohlereiche Nation auf die Dampfmaschine, während die kohlearme Schweiz sich der Uhrenherstellung und der Ingenieurwissenschaft widmete). Geographische Faktoren können kaum als notwendige oder hinreichende Bedingungen angesehen werden. Großbritannien war aufgrund der Insellage relativ gut vor Invasionen (die letzte fand 1066 statt) geschützt und konnte gleichzeitig die Transportmöglichkeit der vergleichsweise billigen Küstenschifffahrt nutzen. Irland schien jedoch von ähnlichen Umständen nicht profitiert zu haben, auch in den Niederlanden führte ihr gutes internes Transportwesen nicht zur Industriellen Revolution. Geographische Unterschiede konnten daher erst im Zusammenspiel mit Technologie ihr Potenzial entfalten. England und Frankreich waren bezüglich natürlich vorhandener Binnenschifffahrtswege ähnlich ausgestattet, rechnete man jedoch Kanäle hinzu, hatte England mehr als doppelt so viele Wasserwege pro Quadratkilometer Landfläche und sogar dreimal so viele pro Einwohner. Seine Ausstattung mit Kohle und Eisenerz ist als Erklärung ähnlich problematisch, da Großbritannien diese Rohstoffe in nicht unerheblichen Mengen ergänzend aus Schweden und Spanien importierte. Auch basierte die Industrielle Revolution vor allem auf dem Rohstoff Baumwolle, der vollständig importiert werden musste. Zudem verfügte der direkte Nachzügler Großbritanniens, Belgien, zwar über Kohle- und Eisenressourcen, der zweite Nachzügler, die Schweiz, jedoch überhaupt nicht. Letzten Endes waren die unterschiedlichen Energiequellen zu insignifikanten Kosten handelbar und untereinander substituierbar (kohlearme Nationen wie die Niederlande und Irland nutzten Torf als Brennstoff; gebirgige Regionen nutzten Wasser-, flache Windkraft).
Ein subtilerer Zusammenhang zwischen Geographie und technologischem Fortschritt ist die Idee, dass kleine geographische Unterschiede selbstverstärkende Kettenreaktionen zur Folge hatten. Großbritanniens Nutzung der Kohle als Energiequelle richtete das Augenmerk auf bestimmte technologische Erfindungen oder Methoden, wie Pumpen, Schachtförderung und Exploration, die dann auch anderen Industriezweigen zugutekamen. Ähnlich brachte die Schifffahrt positive Externalitäten mit sich, etwa in Sägewerken, der Zimmerei, der Instrumentenfertigung und der Segelmacherei. Auch diese Erklärungen stoßen sich jedoch an bestimmten Tatsachen, beispielsweise, dass die Niederlande als bedeutende Seefahrernation kein industrieller Vorreiter war.
In den letzten Jahren haben einige Historiker den Ansatz von Eric Jones übernommen, der argumentierte, die Industrielle Revolution sei eine Kulmination eines mehrere Jahrhunderte langen Prozesses der Modernisierung. Großbritannien war laut Bruce M.S. Campbell, dem einflussreichsten Historiker der britischen Agrargeschichte des Mittelalters, bereits im 13. Jahrhundert eine funktionierende Marktwirtschaft. Gregory Clark zeigte, dass die britische Landwirtschaft im Mittelalter so produktiv war und dass Getreidemärkte ebenso gut funktionierten wie am Vorabend der Industriellen Revolution. Graeme Snooks (1994) bekräftigte, dass Großbritannien schon Ende des 17. Jahrhunderts eine fortgeschrittene Wirtschaft hatte. Laut MacFarlane (1978) begann die britische Moderne bereits im späten Mittelalter. Großbritannien sei zu Beginn der Industriellen Revolution daher längst keine traditionelle und statische Gesellschaft mehr gewesen. Diese Perspektive ruft jedoch wiederum Schwierigkeiten hervor. Die niederländische Wirtschaft befand sich vor der Industriellen Revolution in einem ähnlichen Zustand wie Großbritannien; die Schweiz jedoch kaum. Dennoch folgte die Schweiz Großbritannien ziemlich schnell, dagegen waren die Niederlande eines der letzten industrialisierten westeuropäischen Länder.

### Technologische Kreativität
Während Dampfmaschine und Baumwoll- und Textiltechnik aus Großbritannien stammten, wurden viele Erfindungen der Industriellen Revolution in anderen Ländern getätigt, allen voran in Frankreich, wie der Jacquardwebstuhl, die Chlorbleichung, das Leblanc-Verfahren, das Einkochen, die Langsiebpapiermaschine, die Gasbeleuchtung oder das mechanisierte Flachsspinnen. Joel Mokyr argumentiert, dass Großbritannien zwar keinen absoluten Vorteil bei fundamentalen Durchbrüchen („Makroerfindungen“) hatte, wohl aber einen komparativen Vorteil bei schrittweisen Verbesserungen dieser Durchbrüche („Mikroerfindungen“) aufwies. Zeitgenössische Quellen deuten darauf hin: 1829 schrieb der britische Geologe John Farey, das vorherrschende Talent der Engländer und Schotten sei die Anwendung und Perfektionierung neuer Ideen, Ausländer seien hingegen darin besser, sich nicht vorhandene Dinge auszudenken. Der deutsche Philosoph Gottfried Wilhelm Leibniz bemerkte 1670: „Es ist uns Teutschen gar nicht rühmlich, daß, da wir in Erfindung grossentheils mechanischer, natürlicher und anderer Künste und Wissenschaften die Ersten gewesen, nun in deren Vermehr- und Besserung die Letzten seyn.“ Mokyr stützt seine Hypothese mit der Beobachtung, dass Großbritannien ein Nettoimporteur von „Makro-“ und ein Nettoexporteur von „Mikroerfindungen“ war. Am Vorabend der Industriellen Revolution hatte das Land zudem kein besonders effektives Bildungssystem. Von knapp 500 zwischen 1700 und 1850 geborenen Angewandten Wissenschaftlern und Ingenieuren verfügten etwa zwei Drittel nicht über ein Universitätsstudium. Diese Menschen dürsteten jedoch nach technischem und pragmatischem Wissen darüber, wie Dinge herzustellen und billig und haltbar zu machen waren. Die meisten lernten über persönliche Beziehungen mit Meistern, in Bibliotheken, Wanderlehrern, und Mechanics’ Institutes. Mitte des 19. Jahrhunderts hatten über tausend technische und wissenschaftliche Vereine mindestens 200.000 Mitglieder. Dieses System brachte einige der hervorragendsten angewandten Ingenieure der Menschheitsgeschichte hervor. Solange kein tiefes Verständnis von Physik oder Chemie erforderlich war, wurde die Kreativität britischer Experimentierer und Bastler in keinem Land übertroffen. Instrumentenbauer wie Jesse Ramsden, Edward Nairn, Joseph Bramah und Henry Maudslay, Uhrmacher wie Henry Hindley, Benjamin Huntsman und John Kay of Warrington, Ingenieure wie John Smeaton, Richard Roberts und Marc I. Bunuel, Eisenverarbeiter wie die Darbys, Crowleys und die Crawshays, Chemiker wie John Roebuck, Alexander Chisholm und James Keir leisteten laut Mokyr zur Industriellen Revolution neben den berühmteren Richard Arkwright, Henry Cort, Rookes Evelyn Bell Crompton, James Hargreaves, Edmond Cartwright, Richard Trevithick und James Watt einen wichtigen Beitrag.

### Soziale Institutionen
Häufig wird vorgebracht, Großbritannien habe die „richtige Gesellschaft“ für eine Industrielle Revolution gehabt. Gesellschaften lassen sich nach ihrer Wertehierarchie unterscheiden. Erfolgskriterien führen zu Zugang zu politischen Ämtern, in Gentlemen’s Clubs und zur Respektierung durch ihrerseits gesellschaftlich angesehenen Menschen. Ökonomischer Erfolg ist häufig mit solchem Prestige korreliert, allerdings sei in Bezug auf wirtschaftlichen Erfolg entscheidend, ob Reichtum eine Folge von Prestige (Adel), oder Prestige eine Folge von Reichtum ist. Harold Perkin (1969) datiert die Entstehung einer der Industriellen Revolution förderlichen Gesellschaft auf die mit der 1660 beginnenden Stuart-Restauration einhergehenden sozialen und politischen Umwälzungen zurück. Nach dem Englischen Bürgerkrieg sei der Einfluss des Reichtums auf den Status enger geknüpft worden, wobei sich Status nicht nur auf politische Macht bezog, sondern auch auf Einladungen, Ehepartner und Bildungschancen der Kinder, Militärränge und Wohnort. Die Soziale Mobilität erhöhte sich. Thomas Robert Malthus bemerkte 1820, dass nun Geschäftsleute in den Genuss der Freizeit und des Luxus von Grundbesitzern kommen konnten. Es sei jedoch nicht Reichtum alleine, der Entrepreneurship, Risiko, lange und harte Arbeitszeiten sowie Geduld motivierte, sondern der auf Arbeit beruhende Reichtum mit dem dadurch zu erreichenden umfassenderen Statusgewinn. So wurde der Schneidersohn Richard Arkwright nicht nur sehr vermögend, sondern auch geadelt. Die britische Gesellschaft sei deutlich materialistischer gewesen als andere Länder Westeuropas, so Perkin.
Jedoch ist nicht geklärt, ob die Korrelation zwischen Reichtum und Status in Großbritannien tatsächlich größer war als etwa den Niederlanden, die ebenfalls bereits urbanisiert, kapitalistisch und bourgeois waren, so dass Perkins Ansatz zumindest keine hinreichende Bedingung für die Industrielle Revolution in Großbritannien war. In Frankreich konnten im 18. Jahrhundert Adelstitel käuflich erworben werden, und viele Adelige gehörten zur noblesse de robe.
Der Wirtschaftswissenschaftler Gregory Clark (2007) vertritt die Theorie, dass der Malthusianischen Ökonomie inhärente Faktoren die Kultur (vielleicht auch die Gene) der Menschen veränderten. Die Malthusianische Ökonomie insbesondere Englands belohnte Eigenschaften wie Fleiß, Geduld, Lesefähigkeit und Gewaltlosigkeit. Die durch einen darwinistischen Prozess („survival of the richest“) evolvierte englische Oberschicht verbreitete diese Eigenschaften durch Sozialen Abstieg, der sich aus den höheren Sterberaten und der geringeren Fertilität der unteren sozialen Schichten ergeben habe.
Douglass North vertritt einen institutionsökonomischer Erklärungsansatz: Er führt den Vorsprung Englands auf das Patentwesen zurück, das in Großbritannien bereits seit 1624 existiert, in Frankreich und dem restlichen Kontinent jedoch erst nach 1791 eingeführt wurde. Laut North erhöhten Patente die Rendite von Innovationen und damit den technologischen Fortschritt.
Andererseits existieren neben Patenten auch andere institutionelle Möglichkeiten, Innovationen zu fördern. In Frankreich vergab der König privileges und die Académie des sciences Pensionen, um Erfindungen zu fördern. Auch kam die Rechtsprechung in Großbritannien oft nicht dem Patentinhaber zugute, und Industriespionage war allgegenwärtig. Richard Arkwright wurde ohne Patentschutz reich. In anderen Fällen (Samuel Crompton, Edmond Cartwright) wurden die Erfinder durch das Parlament belohnt, und nicht indirekt über den Patentschutz. Christine MacLeod schätzte, dass neun von zehn Patenten in Industriezweigen mit wenig Innovationskraft gehalten wurden. Auch besteht beim Patentschutz immer ein Trade-off zwischen Innovationsanreiz und den positiven Externalitäten durch Diffusion. So nutzte Watt sein Patent auf die Niederdruckdampfmaschine, um die Entwicklung der Hochdruckdampfmaschine zu behindern.
Diese Einwände gegen die Plausibilität des Patentrechts als Erklärung wurden jedoch ihrerseits kritisiert. Erstens sei das französische Belohnungssystem politisiert und daher weniger effizient als der „Test des Marktes“. Da Patente zudem per Definition verschiedene Innovationen repräsentieren, hätten sich Erfinder nicht durch den Misserfolg anderer abschrecken lassen. Drittens nahm die Patentrate während der Industriellen Revolution nicht ab. Trotz einiger Schwächen sei das Patensystem in Großbritannien laut Harry Dutton die einzige Möglichkeit für Erfinder, eine ausreichende Entlohnung für ihr risikoreiches Unterfangen zu erhalten.

### Politik
Die politischen Institutionen Großbritanniens unterschieden sich deutlich von denen der meisten europäischen Länder. Während der Industriellen Revolution fanden in England im Gegensatz zum Kontinent keine Kriege statt. Obwohl auch Großbritanniens wirtschaftliche Entwicklung durch Kriegsaufwendungen und Handelsrückgang gestört wurde, litten die anderen europäischen Nationen mehr unter den Kriegen.
Laut Douglass North ist die bessere Spezifikation von Eigentumsrechten in Großbritannien für eine effizientere Wirtschaft verantwortlich. Patent- und Markenrecht, bessere Rechtsprechung und Polizeischutz und das Fehlen von Reichensteuern begünstigten Innovation und Kapitalakkumulation. Die Eigentumsrechte reduzierten Transaktionskosten und führten zu höherer Marktintegration, Spezialisierung und der Ausnutzung von Skaleneffekten. Großbritanniens Politik sei damit keinesfalls Laissez-faire gewesen, sondern habe sich beharrlich für Eigentums- und gegen Traditions- und Gewohnheitsrechte eingesetzt. Jedoch verfügten auch die Niederlande über ein ähnliches System von Eigentumsrechten, was diese Erklärung als hinreichende Bedingung wiederum in Frage stellt. Auch wurden entsprechende Institutionen bereits Jahrhunderte vorher in Großbritannien beobachtet, so Kritiker.
Der Historiker Patrick O’Brien schrieb der Regierung die Aufrechterhaltung juristischer und politischer Bedingungen zu, welche im Durchschnitt dazu beitrugen, in Großbritannien die effizienteste industrielle Marktwirtschaft Europas zu schaffen, auch wenn es sich nicht um eine aktive und koordinierte, langfristig orientierte Wirtschaftspolitik handelte. Zwar gab es das Patentrecht und bis in das 19. Jahrhundert Auswanderungs- und Exportverbote für Handwerksmeister bzw. Maschinen. Viele dieser und ähnlicher Maßnahmen hatten jedoch keinen klaren Effekt auf den technologischen Fortschritt. Die öffentliche Hand war zurückhaltend; so wurden Straßen, Kanäle und Eisenbahnstrecken ebenso privat finanziert wie Schulen und Universitäten. Angewandte Wissenschaften und Technologie wurden nicht gefördert und beschränkten sich auf Vereine. Alle diese Bereiche wurden als Raum der unternehmerischen Freiheit angesehen. Auch war das juristische System laut O’Brien keineswegs schnell und effizient. Der Privatsektor korrigierte einige dieser Defizite und stellte zum Teil auch öffentliche Güter bereit, sogar im Fall der Steuerung der Geldmenge. Trotz der Zurückhaltung des Staats war die Steuerquote im Jahr 1788 fast doppelt so hoch, die Schuldenquote dreimal so hoch wie in Frankreich.
Mancur Olson erklärte die Industrielle Revolution mit einer zeitweiligen Schwäche von Interessenverbänden, was die gesamtgesellschaftlichen gegenüber partikulären Interessen hervorhob. Großbritannien war nach dem Bürgerkrieg eine sozial mobile Gesellschaft, in der die Organisation von bestimmten Gruppen schwerfiel. Dies sei entscheidend gewesen, da technologischer Wandel immer Verlierer mit sich bringe, die normalerweise Widerstand gegen Veränderungen leisten. Dies könne entweder in Form von direkter oder indirekter politischer Einflussnahme, oder der Anwendung von Gewalt geschehen. Die Regierung agierte als konsequenter und energischer Unterstützer für Innovation. Sie verzichtete auf fortschrittshemmende Gesetze und verbot Gewerkschaften. Gewaltsame Proteste, wie die der Ludditen, wurden militärisch niedergeschlagen. Law and Order wurden effektiv durchgesetzt.
Großbritanniens Politik gestattete dem freien Unternehmertum mehr Freiheiten als andere europäische Regierungen. Der Merkantilismus wurde in Großbritannien schwächer umgesetzt als in Frankreich und Preußen; Zünfte hatten seit der Glorious Revolution erheblich an Einfluss verloren. Ältere Verordnungen und Reglements (beispielsweise die Länge eines Brotes oder einer Berufsausbildung), vor allem aus der Tudor- und Stuartzeit, wurden kaum umgesetzt. Die Zentralregierung überließ Markteingriffe häufig lokalen Magistraten. Die von Adam Smith in The Wealth of Nations geforderten Reformen waren zum Publikationszeitpunkt bereits größtenteils umgesetzt. Einzelne protektionistische Maßnahmen existierten, wurden aber häufig umgangen. Der 1720 erlassene Bubble Act verbot Aktiengesellschaften ohne Zustimmung des Parlaments, wird von Historikern aber ebenfalls nicht als wirkliches Hindernis, sondern lediglich als Unbequemlichkeit für die Geschäftstätigkeit betrachtet. Nach der Aufhebung 1825 stieg die Zahl der Aktiengesellschaften nicht an. Auch das Auswanderungs- und Exportverbot für Meister bzw. Maschinen behinderte den technischen Fortschritt nicht besonders. Andere Markteingriffe der Regierung hatten profundere Effekte. Die Britische Ostindien-Kompanie hatte bis ins 19. Jahrhundert hinein eine staatlich garantierte Monopolstellung. Während der Napoleonischen Kriege stiegen Zölle auf bis zu 64 %. Erst 1825 begann ein Trend zu niedrigeren Zöllen. Die Corn Laws und die Navigationsakte wurden 1846 bzw. 1849–54 schließlich abgeschafft. Dennoch wurden sie bereits vorher häufig umgangen.
Großbritannien leistete eine im Vergleich zum Kontinent mit den Poor Laws erhebliche Armenfürsorge. Ihr wurde zwar zeitgenössisch vorgeworfen, die Geburtenrate zu erhöhen, die Arbeitsmobilität zu verringern und Faulheit zu fördern, Historiker wie George Boyer gehen aber in jüngerer Zeit davon aus, dass sie keine signifikante Behinderung für die Industrielle Revolution darstellte. Zwar stieg laut Boyers Schätzungen tatsächlich die Geburtenrate, allerdings sind die langfristigen wirtschaftlichen Folgen dieses Effekts unklar. Zweitens behinderten die Settlement Acts zwar tatsächlich die Migration von Armen und damit die Arbeitsmobilität, andererseits wurden sie nicht konsequent durchgesetzt, und die Größe des Effekts auf die Migration wird von Boyer als gering eingeschätzt. Sidney Pollard und Boyer suggerieren drittens, dass die Armenhilfe die Arbeitsunwilligkeit nicht förderte. Andere Historiker gehen davon aus, dass die Poor Laws die Industrielle Revolution sogar förderten. Das soziale Netz repräsentierte eine Versicherung, daher hätten Individuen größere Risiken eingehen können als beispielsweise in Irland, das keine Sozialpolitik betrieb. In England konnte man im Vergleich zu anderen Ländern relativ sicher sein, dass man im schlimmsten Fall zumindest nicht verhungern musste. Peter Solar (1995) argumentierte, dass die Sozialpolitik die Bildung eines mobilen Arbeitsmarktes und Industrieproletariats förderte, da es die Loslösung der Landbewohner vom Land als Einkommensquelle und Versicherung erleichterte. Auch ermöglichte es die Armenfürsorge, nicht mehr in so starkem Maße auf die Familie als Versicherung gegen Armut angewiesen zu sein. Die Speenhamland-Gesetzgebung subventionierte Arbeit in der Nebensaison, und insbesondere vor 1800 wurden Fabrikarbeiter in Armenhäusern rekrutiert.
Ein weiterer politischer Unterschied zwischen Großbritannien und anderen europäischen Staaten war die Konzentration der politischen Macht. London war als nationales politisches Zentrum relativ unbedeutend im Vergleich zu Madrid, Paris, St. Petersburg oder Wien, und viele Entscheidungen wurden auf lokaler Ebene getroffen. Während es in anderen europäischen Ländern viele ehrgeizige und fähige Menschen in erster Linie in die Hauptstädte zog, bildeten sich in Großbritannien mit beispielsweise Manchester, Glasgow und Edinburgh in den Provinzen wichtige Industrie- und Wissenschaftsstandorte, wenngleich sich natürlich auch in London eine starke Industrie ansiedelte.
Einige Historiker suggerieren, dass die Nachfrage der Regierung nach Militärgütern den technologischen Fortschritt beschleunigte. Das Puddelverfahren und das Walzwerk wurden von Henry Cort erfunden, als er für die Admiralität arbeitete. Die Bohrmaschinen wurden ursprünglich zur Kanonenherstellung weiterentwickelt. Andererseits konnten Erfindungen, die zu militärspezifisch waren, keinen großen Nutzen für den zivilen Sektor liefern. Auch andere Staaten hatten eine hohe Nachfrage nach Militärtechnik, beispielsweise in Frankreich stimulierte dies jedoch kaum den technischen Fortschritt.
Zusammenfassend sind sich die meisten Historiker einig, dass Politik zu Großbritanniens Vorreiterrolle beitrug, wenngleich der Umfang des Effekts noch ungeklärt ist. Persönliche Freiheit hatte einen höheren Stellenwert und Eigentumsrechte waren stabil. Die britische Politik war toleranter gegenüber Andersdenkenden als etwa die niederländische oder die französische, was die Kreativität förderte und sogar aus dem Ausland anzog. Die Verfolgung der Hugenotten führte zu einem Braindrain und trieb unter anderem Louis Crommelin, Nicholas Dupin, John Desagulierts, Denis Papin von Frankreich nach England.

### Angebot und Nachfrage
Eine umfangreiche Literatur führt die britische Industrielle Revolution auf eine Steigerung der Binnennachfrage zurück. North (1990) stellte fest, dass Innovation vor allem durch die Größe des Marktes bestimmt wird. Neil McKendrick (1982) hingegen schrieb, dass das Aufkommen des Konsumismus lediglich die notwendige Folge der Stärkung der Angebotsseite gewesen sei. Fernand Braudel wies darauf hin, dass der Baumwollverbrauch in England 1769 nur 300 Gramm pro Kopf betrug, was etwa einem Hemd pro Einwohner im Jahr entspricht. Erst mit dem zunehmenden Import billiger Baumwolltuche aus Indien (indiennes) stieg der Absatz, was gleichzeitig die britischen Tuchfabrikanten zwang, um gegen die Konkurrenz indischer Waren zu bestehen, effizienzsteigernde Technik einzusetzen (Eine der „Initialzündungen“ für die industrielle Revolution.) und schließlich zu einem „sagenhaften Anstieg der Baumwollproduktion“ mit „zunächst unglaublichen Gewinnspannen“ – billige Rohbaumwolle wurde bald aus Amerika importiert – führte.
Mokyr (1985) argumentierte, dass die Rolle der Konsumseite schwierig zu stützen sei, da Veränderungen des Konsums ihrerseits nicht exogen seien und ihre Gründe innerhalb des ökonomischen Systems hätten. Das um 1750 weltweit einsetzende Bevölkerungswachstum hätte zudem eher zu einer Steigerung der Nachfrage für landwirtschaftliche Produkte geführt, was die industrielle Entwicklung kaum hätte fördern können. Zweitens fehlten Hinweise, dass eine Nachfragesteigerung zu einer Zunahme von Investitionen geführt habe. Drittens habe der Höhepunkt der Änderungen im Konsumverhalten um 1700 gelegen, was eine kausale Verbindung mit der Industriellen Revolution unwahrscheinlich erscheinen lasse.
Dennoch habe die Nachfrage eine Rolle gespielt. So glaubte bereits Adam Smith, dass die Größe des Marktes den Grad der Arbeitsteilung bestimme, der seinerseits den technologischen Fortschritt beeinflusse. Eine gewisse Nachfrage habe existieren müssen, um zumindest die Fixkosten von Erfindungen abzudecken. Laut Mokyr waren diese Kosten jedoch gering. Nathan Rosenberg nannte den teilweise auf Mode zu gründenden Anstieg der Nachfrage nach Baumwolltextilien einen förderlichen Faktor des technischen Fortschritts, da sich die Verarbeitung der Baumwolle stärker mechanisieren ließ als die der Substitute Wolle und Flachs.
Jan de Vries (1993) schlug vor, dass Präferenzänderungen einen Teil der Industriellen Revolution erklären könnten. Er argumentiert, dass mit der Industriellen Revolution auf der Angebots- bzw. Marktseite eine Fleißrevolution auf der Nachfrage- bzw. Haushaltsseite einherging. Laut de Vries verschoben die Menschen ihre Anstrengungen von der Haushalts- in die Marktsphäre, was zu einer größeren Spezialisierung führte. Solche Präferenzsprünge könnten exogen sein, aber auch das Resultat von durch technischen Fortschritt erst verfügbar gemachten Waren sein. Auch könnte anstatt von Präferenzen die bessere und verlässlichere Qualität standardisiert und preiswert produzierter Waren die relevante Änderung gewesen sein.

### Internationaler Handel
Großbritannien hatte zu Beginn der Industriellen Revolution eine vergleichsweise offene Außenwirtschaft. Der Konsum exotischer Güter aus Asien, Südamerika und Afrika war verbreitet. Getreide wurde in guten Erntejahren ex-, in schlechten importiert. Menschen und Kapital bewegten sich relativ ungehindert über die Grenzen. Andererseits war der Zeitraum der Industriellen Revolution mit Ausnahme der Jahre 1763–76 und 1783–93 ständig von Kriegen und Embargos geprägt.
Diskutiert wird insbesondere die Rolle des Außenhandels. Prinzipiell wird die Wirtschaft durch Handel angeregt, da für den Export zusätzliche Ressourcen der Produktion zugeführt werden und der Import bestimmte Güter überhaupt oder billiger bereitstellt. Für diesen Antriebseffekt ist jedoch der Umfang des Handels nicht der entscheidende Indikator. Einige Historiker widersprechen der Interpretation des Handels als wichtigem Faktor. Charles Knickerbocker Harley errechnete, dass Großbritannien 1860 ohne Handel 6 % seines Nationaleinkommens verloren hätte, was darauf hindeutet, dass Handel nicht die Grundlage der Industriellen Revolution gewesen sein kann. Mehrere andere Historiker tendieren in dieselbe Richtung, indem sie konstatieren, dass die Industrielle Revolution den Handel angetrieben hat, weniger andersherum. Andere Wissenschaftler wie O’Brien, Engemann oder Cuenca hingegen argumentieren, dass der Handel einen stimulierenden Effekt auf den technischen Fortschritt hatte, und insbesondere in einzelnen Industriezweigen Schlüssel für deren Entwicklung war. Giorgio Riello (Cotton: The Fabric that Made the Modern World. Cambridge 2013) wies darauf hin, dass die indische Bauwolltuchherstellung – die indiennes, einfache bedruckten Baumwolltücher, waren sehr billig – etwa ab Mitte des 18. Jahrhunderts die englischen Hersteller zu erheblichen Rationalisierungsmaßnahmen zwang und das den Weg zur industriellen Revolution bereitete. Die Textilindustrie konnte nicht ohne den Import von Baumwolle entstehen. Händler hätten ihre Gewinne in die Industrie investiert. Auch seien durch den Handel mehr Arbeitskräfte beschäftigt gewesen, was auf den Nutzen des Handels für die Wirtschaftsentwicklung hindeute. Die Offenheit der britischen Wirtschaft bedeutete zudem, dass sie von einem regen Austausch von wissenschaftlichen und technologischen Ideen profitieren konnte, nicht nur vom europäischen Kontinent. Das Wissen um die Herstellung von indischem Kaliko und Musselin und türkischer Färberröte wurden von den Briten importiert und angewandt.
Eine weitere Diskussion dreht sich um die Frage, ob der britische Imperialismus und die Sklaverei die Industrielle Revolution förderte. Einerseits verlor Großbritannien mit den Vereinigten Staaten seine wertvollste Kolonie. Indien war zwar ein wichtiger Markt, der aber dennoch zu klein war, um einen signifikanten Effekt zu haben. 1854–1856 gingen 22,5 % der britischen Textilexporte nach Asien, aber Europa, der Nahe Osten, die Vereinigten Staaten und Lateinamerika waren zusammengenommen deutlich relevanter. Auch konnten sich Länder ohne Kolonien, wie Belgien und die Schweiz, schneller industrialisieren, als Länder mit erheblichen Kolonialgebieten, wie die Niederlande oder Portugal.
Eine klassische Theorie zur Verbindung der Industriellen Revolution mit Sklavenhandel und Imperialismus stammt von Eric Williams (1944). Er argumentierte, dass Gewinne aus dem atlantischen Dreieckshandel zwischen Westeuropa, Afrika und Nordamerika die Industrialisierung in ihren frühen Stadien finanzierten. Williams’ Theorie erhielt, nachdem sie längere Zeit als ungenügend betrachtet worden war, in jüngerer Zeit wieder Aufmerksamkeit. So sei der Zuckerhandel mit der Karibik sehr profitreich gewesen, und da die Zuckerplantagen viele Sklaven benötigten, war auch der Sklavenhandel ein ertragreiches Geschäft. Bristol und Liverpool wuchsen aufgrund des Geschäfts. Andererseits ist die Verbindung zu Manchester nicht nachgewiesen, und letztlich basierte die Profitabilität nicht primär auf der Ausbeutung der Sklaven, sondern auf der starken Nachfrage nach Zucker. Richardson (1987) schätzt, dass Großbritannien ohne die Sklaverei auf den karibischen Inseln sich nur marginal langsamer industrialisiert hätte. Die Bedeutung der Sklaverei auf den Baumwollplantagen in den Südstaaten der USA sei jedoch größer gewesen, da ohne sie die billige Belieferung Großbritanniens mit Baumwolle erschwert gewesen wäre.
Der deutsche Historiker Sven Beckert argumentiert in seiner 2014 entstandenen Studie King Cotton, dass der Baumwollanbau auf den britischen Karibikinseln und nach der 1791 in den Vereinigten Staaten konkurrenzlos preisgünstig gewesen sei, da er auf gewaltförmigen Strukturen basiere, die Beckert „Kriegskapitalismus“ nennt: Durch die Vertreibung der indigenen Bevölkerung habe Land in nahezu unbegrenzter Menge zur Verfügung gestanden, dasselbe gelte für die aus Afrika importierten Arbeitskräfte. Statistiken zeigten, dass der Sklavenimport nach Amerika mit der Erfindung der Spinning Jenny sprunghaft anstieg, tatsächlich sei die Hälfte der über den Atlantik verschleppten Menschen erst nach 1780 versklavt worden. Die enormen Profite, die im Baumwollgeschäft möglich waren, hätten ebenfalls zum industriellen take-off Großbritanniens beigetragen.

### Wissenschaftskultur
Wissenschaftlich war Großbritannien dem Kontinent nicht voraus. Selbst wenn es dies gewesen wäre, war der technologische Fortschritt nicht so sehr dem Wissen an sich geschuldet, sondern vielmehr einer stark pragmatisch orientierten Experimentier- und Bastelfreudigkeit. Hingegen könnte die Wissenschaft im weiteren Sinne, inklusive der wissenschaftlichen Methode, einer wissenschaftlichen Mentalität, und einer wissenschaftlichen Kultur eine Rolle gespielt haben. Wichtiger als genaue Messung, kontrolliertes Experiment, Reproduzierbarkeit und systematische Protokollierung (wissenschaftliche Methode) könnte das Vertrauen auf die Kraft der Vernunft und der Naturgesetze (wissenschaftliche Mentalität) gewesen sein. Alle möglichen Probleme wurden in ihre Elemente zerlegt und analysiert, die Überzeugung, dass alle natürlichen Phänomene rational zu erklären seien, setzte sich durch, und die Bereitschaft wuchs, eine alte Doktrin, darunter auch religiöse Vorstellungen, aufzugeben, wenn sie widerlegt wurde. Die Menschen besuchten öffentliche Vorlesungen und Demonstrationen von Geräten und Experimenten und waren generell an einer praktischen, kommerziellen und industriellen Anwendung interessiert (wissenschaftliche Kultur). Diese Zusammenkünfte waren nicht elitär und manchmal in Konflikt mit dem Establishment. Thackray (1974) argumentierte, das Interesse an der Wissenschaft diente der aufstrebenden Händler- und Industriellenschicht zugleich als Legitimationsmittel. Da die Wissenschaft ein neutrales und kein moralisches Feld darstellte, war sie grundsätzlich konsensfähiger und förderte die Solidarität innerhalb dieser Gruppen und Abgrenzung gegenüber den Arbeitern und den besitzenden Klassen.
Die Wissenschaftsphilosophie Großbritanniens war seit dem 17. Jahrhundert tendenziell eine andere als auf dem Kontinent. So hatte Francis Bacon mit seinen Vorstellungen von Wissenschaft als pragmatisch, experimentell und angewandt einen wichtigen Einfluss. Die Wissenschaft sollte seinen Vorstellungen zufolge vor allem den Lebensstandard erhöhen und praktischen Nutzen für die Menschen haben. In Frankreich fand René Descartes’ Betrachtung der Wissenschaft als abstrakt, theoretisch, herleitbar und formal mehr Beachtung. So wurde die Wasserkraft in England von angewandten Ingenieuren erforscht, während sich in Frankreich vor allem Mathematiker damit beschäftigten. Die Divergenz hatte jedoch noch tieferliegende Wurzeln. Die kartesische Tradition stützte vor allem die Herrschaft des autoritären Staats und richtete sich gegen wirtschaftliche Interessen, während Forscher in Großbritannien enger mit Geschäftsleuten kooperierten. Der britische Staat hielt sich weitgehend aus diesen Entwicklungen heraus, die primär von privaten Interessen getrieben wurden. Frankreich hingegen subventionierte wissenschaftliche Unternehmungen und finanzierte die Grandes écoles. Ähnlich wie in Frankreich intervenierte der Staat in den Niederlanden, Deutschland und Russland. Die Wissenschaft und das Ingenieurwesen sollten vor allem den Interessen des Militärs und der Verwaltung dienen, während in Großbritannien private Interessen Vorrang hatten.